# بلبل سیاه‌وسفید
بلبل سیاه‌وسفید (نام علمی: Microtarsus melanoleucos) یک گونه از پرندگان آوازخوان از خانواده بلبلان است که در شبه جزیره مالایی، سوماترا و بورنئو یافت می‌شود. زیستگاه‌های طبیعی آن جنگل‌های دشت نمناک نیمه‌گرمسیری و جنگل‌های کوهستانی نمناک نیمه‌گرمسیری یا گرمسیری است. نابودی زیستگاه آن را تهدید می‌کند.